# كو-كوزيني
كو-كوزيني هي قرية تقع في جزيرة أنجوان في جزر القمر. بلغ عدد سكانها 1,150 نسمة حسب إحصاء عام 1991.